# Castello Normanno (Spinazzola)
Das Castello Normanno (auch Castello di Spinazzola) ist die Ruine einer Festung in Spinazzola in der italienischen Region Apulien. Die Festung wurde im 11. oder 12. Jahrhundert erbaut. Heute sind davon nur noch wenige Ruinen erhalten.

## Geschichte
Bereits in römischer Zeit entstand ein Mansio unweit des Dorfes Spinazzola. Aber erst Ende des 11. oder Anfang des 12. Jahrhunderts, mit der normannischen Eroberung, bekam dieser Ort eine richtige Burg, geschützt mit Waffen und befestigt durch einen Mauerring. Graf Amico di Giovinazzo, Herr von Spinazzola, ließ sie erbauen. Im 16. Jahrhundert wurde die normannische Festung abgerissen und in ihren Resten eine neue Burg errichtet.
In den folgenden Jahrhunderten wurde diese Burg aufgelassen und die verfallenen Reste schließlich in den 1930er-Jahren abgerissen. Heute sind nur noch wenige Ruinen erhalten.